# Portugal Cove South
Portugal Cove South är en ort i Kanada.   Den ligger i provinsen Newfoundland och Labrador, i den östra delen av landet, 1 700 km öster om huvudstaden Ottawa. Antalet invånare är 225.
Terrängen runt Portugal Cove South är platt. Havet är nära Portugal Cove South åt sydväst. Trakten är glest befolkad. Närmaste större samhälle är Trepassey, 8,5 km väster om Portugal Cove South. 